# Vestel Karayel
Vestel Karayel — турецький БпЛА призначений для спостереження, розвідки та бойового застосування, розроблена для турецьких збройних сил компанією Vestel. 28 травня 2016 року були опубліковані зображення Vestel Karayel. 16 червня 2016 року було опубліковано відео льотних випробувань Vestel Karayel з бомбою лазерного наведення MAM-L.

## Опис
Karayel спроектований та виготовлений відповідно до стандарту НАТО "Льотна придатність" — STANAG 4671. Система Karayel має нову архітектуру розподіленої авіоніки з потрійним резервуванням, яка забезпечує захист від різного роду неконтрольованих ситуацій. Завдяки цій особливості система протидії відмовам, що застосовувалася лише в пілотованій авіації по всьому світу, вперше була перенесена на безпілотний літальний апарат в БпЛА KARAYEL. Повітряний апарат має захист від блискавки завдяки алюмінієвій сітковій мережі на його композитній конструкції. Система протизледеніння, яка автоматично виявляє умови обмерзання і протидіє йому, забезпечує KARAYEL ще один крок вперед при експлуатації у холодному кліматі. KARAYEL, яка є повітряною розвідувальною та спостережною платформою, може здійснювати маркування цілей, освітлення та ведення боєприпасів за допомогою своїх лазерних датчиків та виявлення й ідентифікацію цілей вдень/вночі за допомогою системи камер, яку він несе як корисне навантаження.

## Karayel-SU TUAV
Karayel-SU (SU; означає озброєне збільшене крило) має довший розмах крил, а також торцеві пластини на кінчиках крил і дві жорсткі точки для корисного навантаження під кожним крилом. Кожна з точок підвіски може нести 30 кг, що означає, що загальна корисна вантажопідйомність Karayel-SU під крилами становить 120 кг. Наконечники крила також можуть бути обладнані корисним навантаженням, крім боєприпасів. Karayel-SU також зберігає здатність нести 50 кг корисного навантаження EO/IR у відсіку корисного вантажу фюзеляжу.

## Технічні характеристики

### Karayel
Загальні характеристики
- Довжина: 6,5 м (21 фут 4 дюйм)
- Розмах: 10,5 м (34 фут 5 дюйм)
- Максимальна злітна вага: 550 кг (1 213 фунт)
- Силова установка: 1 × неуточнений 72 kW (97 hp)
- Повітряний гвинт: 2-лопатевий, 1,45 м (4 фут 9 дюйм) diameter

Льотні характеристики
- Максимальна швидкість: 150 км/год (93 миля/год; 81 вуз)
- Тривалість польоту: 20 годин
- Практична стеля: 6 858 м (22 500 фут)

### Karayel-SU
- Потужність двигуна 1 × 97 к.с. (на рівні моря)
- Максимальна злітна вага : 630 кг
- Розмах крила: 13 м
- Загальна довжина: 6,5 м
- Висота: 2,11 м
- Крило Корисне навантаження: 120 кг
- Корисне навантаження магістралі: 50 кг
- Швидкість польоту: 60-80 вузлів
- Темп підйому: 800 м/с
- Експлуатаційна висота 18000 футів
- Дальність передачі даних:> 150 км
- Відстань посадки: <750 м
- Час у повітрі: 20 годин без боєприпасів, 12 годин із 60 кг вантажу та 8 годин із 120 кг.
- Навігація: повністю автономна або ручна, денна (кольорова) та інфрачервона нічна камера.
- Корисне навантаження: лазерний далекомір, дазерний вказівник і лазерний маркер цілі.
- Інші особливості: авіоніка з потрійним резервуванням, повністю автономний зліт/політ /посадка, композитний планер.[4]

### Система зв'язку
Термінали CTech SATCOM On-The-Move (SOTM) для безпілотних літальних апаратів.
- DEV-KU-18 SATCOM On The Move Terminal на терміналі Vestel Karayel[5]
- DEV-KA-12 SATCOM On The Move Terminal, встановлений на Vestel Karayel[6]

## Оператори
- Саудівська Аравія 46 Karayel UAVs over the next 5 years for the Saudi forces.[7][8][9]
- Туреччина 10 Karayel-SU TUAV with SATCOM On The Move Terminal[10][11]
- ОАЕ [12] ~ кількість невідома[13]

## Історія операцій
- 31 грудня 2019 року під час інтервенції під керівництвом Саудівської Аравії в Ємені бойовики хусити оголосили, що їхні сили збили саудівські безпілотники — один в районі Разіх в Сааді, а другий — у портовому місті Ходейда на Червоному морі.[14] Пізніше хусити опублікували кадри падіння та відновлення останків безпілотника Vestel Karayel.[15]